# رأس (تشريح)
الرأس هو جزء من جسم الكائن الحي، يشمل الأذنين والدماغ والجبهة والخدين والذقن والعينين والأنف والفم، يعمل كل منها في وظائف حسية مختلفة مثل السمع والبصر والشم والذوق على التتالي. قد لا تملك بعض الحيوانات البسيطة للغاية رأسًا، لكن العديد من الحيوانات ثنائية التناظر لديها رأس، مهما كان حجمها.
يتطور الرأس عند الحيوانات وفق اتجاه تطوري يُعرف باسم تخلّق الرأس. تجتمع النسج العصبية عند الحيوانات ثنائية التناظر في المنطقة الأمامية، وتشكل بُنى مسؤولة عن معالجة المعلومات. تتموضع أيضًا أعضاء الحس والتغذية عبر التطور البيولوجي، في المنطقة الأمامية لتجتمع مشكلةً الرأس.

## الرأس البشري
رأس الإنسان هو وَحدة تشريحية تتكون من الجمجمة والعظم اللامي والفقرات العنقية. يشير مصطلح «الجمجمة» ككل إلى الفك السفلي والقحف (القسم العلوي من الجمجمة التي يسكن فيها الدماغ). يمكن أيضًا وصف الجمجمة بأنها مكونة من القحف الذي يحيط بتجويف الجمجمة، والهيكل العظمي للوجه (يشمل الفك السفلي). هناك ثماني عظام في القحف وأربع عشرة في الهيكل العظمي للوجه.
تعتمد صناعة تماثيل الرؤوس البشرية عمومًا على البنية الهيكلية العظمية التي تتألف من القحف وعظم الفك السفلي والعظم الوجني. على الرغم من أن عدد العضلات التي تشكل الوجه متلائم عمومًا بين مختلف المنحوتات، إلا أن شكلها يختلف على نحو واسع حسب الوظيفة والتطور والتعبيرات المطلوب انعكاسها على وجوه الشخصيات.
يعتقد أنصار مذهب التطابقية أن العقل مطابق للدماغ. يؤكد الفيلسوف جون سورل على معتقداته التطابقية، مصرّحًا: «الدماغ هو المكون الوحيد في رأس الإنسان». وأيضًا صرّح الدكتور هنري بينيت-كلارك أن الرأس محبوس بين مليارات البنى الصغيرة والميكروية (دون برزة واحدة)».

## حيوانات أخرى
يرتبط تطور الرأس بعملية تخلق الرأس التي حدثت في الحيوانات ثنائية التناظر منذ 555 مليون سنة مضت.

### مفصليات الأرجل
في بعض المفصليات، وخاصة المفصليات ثلاثية الفصوص (في الصورة على اليسار)، الرأس أو المنطقة الرأسية، هي منطقة الرأس التي هي بدورها عبارة عن مجموعة من «القطع المندمجة».

#### الحشرات
يتكون رأس الحشرات نموذجيًا من عيون وقرون الاستشعار ومكونات للفم. نظرًا لاختلاف هذه المكونات بصورة ملحوظة من حشرة لأخرى، فإنها تشكل روابط استعراف مهمة. تكون العيون الموجودة في الرأس، في عدة أنواع حشرية، على شكل زوج من العيون المركبة ذات الوجوه المتعددة. تظهر العيون المركبة في العديد من الأنواع الحشرية الأخرى في «وُجَيه مفرد أو مجموعة من الوُجَيهات المفردة». يُلاحظ في بعض الحالات وجود العيون على ظهر أو بالقرب من الرأس أو باتجاهه، أو اثنين أو ثلاثة من العُيينات (عضو جانبي مفرد).
عُثر على قرون الاستشعار في رأس حشرة على شكل مُلحقات مُجزأة ضمن أزواج، وعادةً ما تتوضع بين العينين. هناك أشكال وأحجام مختلفة، على شكل خيوط أو شكل مُضخمات مختلفة أو شكل الهراوة.
يختلف شكل الأجزاء فموية للحشرات حسب طريقة التغذية. شفة الحشرة (Labrum) هي «الشفة العليا» التي تقع في المنطقة الأمامية من الرأس وهي الجزء السطحي. عُثر على زوج من الفكوك السفلية في مؤخرة الشفة التي تحيط بجانب الفم، يليها زوج من الفكوك العلوية يعرف كل منهما باسم اللامسة العلوية. يوجد في الجانب الخلفي من الفم الشفة أو الشفة السفلية. يوجد أيضًا جزء إضافي من الفم في بعض الحشرات يُطلق عليه البلعوم السفلي والذي يتوضع عادةً في ما بين الفكين العلويين.

### الحيوانات الفقارية و«فرضية الرأس الجديد»
على الرغم من أن الحبليات اللافقارية -مثل يرقات الغلاليا أو السُهيْمات- لها رؤوس، كان هناك استفسار حول كيفية تطور الرأس عند الفقاريات، الذي يتميز بجمجمة عظمية منفصلة بوضوح عن الجسم الرئيسي، من هياكل رأس هذه الحيوانات.
وفقًا لهيمان (1979)، حدث تطور الرأس عند الفقاريات عن طريق اندماج عدد ثابت من القطع الأمامية، بنفس الطريقة التي حدثت بها عند «حيوانات مُجزأة بطريقةٍ اتكالية». تختفي القطع أو جزء منها في بعض الحالات. تفقد قطع الرأس أيضًا معظم أجهزتها باستثناء الجهاز العصبي. بالتطور التدريجي لتخلق الرأس، «يدمج الرأس المزيد والمزيد من القطع المجاورة في بنيته، ويمكن القول عمومًا أنه كلما زادت درجة تخلق الرأس، زاد عدد القطع المكونة للرأس».
طُرحت «فرضية الرأس الجديد» في ثمانينيات القرن العشرين، التي تقترح أن رأس الفقاريات هو مُستحدث تطوري ناتج عن بزوغ عرف عصبي ولوحاء قحفية. عثر في عام 2014 على نسيج يرقة السُهيْمات لا يمكن تمييزه تقريبًا عن العرف العصبي المشتق من الغضروف والذي يشكل جمجمة الفقاريات، ما يقترح إلى أن استدامة هذا النسيج والتمدد على كامل مساحة الرأس يمكن أن يكون مسلكًا تطوريًا قابلًا للحياة لتشكيل رأس الفقاريات.

## في المجتمع والثقافة

### علم شعارات النبالة
تستخدم رؤوس البشر والحيوانات الأخرى عادةً بشكل متكرر في حمولة شعارات النبالة. تُوصف أحيانًا رؤوس البشر ببساطة باعتبارها «رأس رجل»، ولكنها توصف بشكل متكرر بتفصيل أكبر، إما الصفات المميزة لسلالة أو جنسية معينة (مثل رؤوس المغاربة أو رؤوس الساكسونيين أو رؤوس المصريين أو رؤوس الأتراك)، أو تُحدد على وجه التخصيص (مثل رأس موسى في شارة هيلتون، أو رأس القديس يوحنا المعمدان في شارة شركة لندن لتموين الشماعات). وظهرت عدة أنواع من رؤوس النساء، بما في ذلك رؤوس العذارى (غالبًا ما تُكأّس تحت صدر المرأة، مع شعر أشعث)، ورؤوس الليديات والراهبات (مرتديات غالبًا الإسكيم الرهباني)، وبين الفينة والأخرى رؤوس الملكات. حملت أذرع ديڤاني من نورفولك «رؤوس ثلاث راهبات محجبات على أكتاف مُوقّرة»، ويضجع تمثال نصفي للملكة في أحضان كوينبورو في مقاطعة كنت. توضع رؤوس الرُضّع أو الأطفال على الأكتاف غالبًا مع ثعبان مُدّثر حول الرقبة (على سبيل المثال، رأس فتى فضي موقّر مزخرف الشعر أو مبتور ما هو أسفل الكتفين مكسوّ بثياب اكليركيّة حمراء وملطخ بذهب فقد بريقه بين أحضان بويمان).

### الفن
تتمثل إحدى طرق رسم رسوم تقريبية للرؤوس -حسب نصيحة جاك هام- في تطويرها ست خطوات محددة جيدًا بدءًا من رسم الرأس على شكل بيضوي. النهج التقليدي للرسم التقريبي لرأس الأنثى، على وجه التخصيص، هو دائرة مزدوجة مع أبعاد متناسبة تعتبر مثالية لرأس أنثى. تُقسم الدائرة الأولى لخمسة أجزاء تحدد على القطر، كل قسم بعرض خمس عيون. طُور لاحقًا عبر سلسلة من عشر خطوات محددة مع تماهي الدائرة الأصغر جزئيًا مع الدائرة الأكبر في الطرف السفلي خلال المرحلة الرابعة، تُرسم العيون والذقن بأشكال مختلفة منطبقة على مقاييس الجسم لتكوين الرأس.
كان ليوناردو دا فينشي أحد أعظم الفنانين في العالم الذين رسموا رسومات تقريبية للتشريح البشري باستخدام مخطط الشبكة. كانت أبعاد تصوره لرسم الوجه وفق قاعدة مخطط الشبكة مثالية التناسب. ابتكر ليوناردو في هذا الأسلوب باستخدام تقنية القلم والحبر مخططًا هو «دراسة حول أبعاد الرأس والعينين».